# Nieuwe maan (roman)
Nieuwe Maan is het tweede boek uit de serie Twilight geschreven door Stephenie Meyer. Het werd origineel gepubliceerd in de Verenigde Staten. Uitgeverij Sjaloom bracht het boek in België en Nederland uit. Het boek wordt gevolgd door Eclips (oorspronkelijke titel Eclipse) en voorafgegaan door Twilight.
Nieuwe Maan is een roman voor jongvolwassenen. Het boek gaat verder met het verhaal tussen Isabella "Bella" Swan en haar onmogelijke liefde met Edward Cullen, een vampier.

## Het verhaal
Edward Cullen en Bella Swan zijn nog steeds bij elkaar, maar Edward heeft geregeld moeite met hun relatie. Hij wil liever dat Bella uit zelfbescherming niet met hem omgaat, aangezien hij aan zijn vermogen om zichzelf in de hand te houden twijfelt.
Zijn nachtmerrie wordt bijna waarheid als Bella haar verjaardag bij de familie Cullen doorbrengt en zich met het uitpakken van de cadeaus verwondt. Edwards 'broer' Jasper raakt buiten zinnen bij het zien en ruiken van Bella's bloed.
Voor Edward is dit de reden om de relatie met Bella te verbreken. De Cullens verlaten Forks. Bella komt in een apathische toestand terecht, zo hard heeft dit haar gekwetst. Als Bella ontdekt dat ze in roekeloze situaties Edward kan horen raakt ze verslaafd aan het geluid van zijn goddelijke stem; het bewijs dat ze hem niet verzonnen heeft. Hier raakt ze echter verslaafd aan en als ze twee oude motors vindt laat ze die opknappen door Jacob. Jacob wordt haar beste vriend en helpt haar een stuk beter te voelen. Hij is de enige die na een tijd tot haar kan doordringen en haar een beetje kan opbeuren. Jacob laat haar echter ook in de steek als hij het vermogen krijgt in een weerwolf te veranderen.
Hierdoor valt Bella weer in haar gebroken situatie en is van plan om Edwards stem weer op te zoeken. Ze komt echter Laurent tegen die samen met Victoria op zoek is naar haar. Jacob en zijn wolvenroedel gaan achter hem aan en vermoorden hem. Als Bella probeert tot Jacob door te dringen dat ze hem niet kwijt wil, wijst hij haar af. Hij vindt zichzelf te gevaarlijk voor haar. Daarom springt Bella in een poging Edward weer te horen van een klif af.
Door een misverstand denkt de familie Cullen dat Bella dood is: Alice zag dat Bella van de klif sprong maar niet dat ze gered werd door Jacob (Alice kan weerwolven niet zien in haar visioenen). Edward besluit naar Volterra te reizen in Italië, waar een groep invloedrijke vampiers woont: de Volturi. Hij wil hen dwingen hem te doden.
De 'zus' van Edward, Alice, vindt Bella echter en samen houden ze Edward net op tijd tegen. Maar niet alles komt goed: Edward is dan nog wel "levend" maar de Volturi vindt dat Bella haar hart moet stoppen met kloppen: sterven of een vampier worden.
Terug in Forks brengt Bella dit ter sprake bij de Cullens. Ze gaan over haar sterfelijkheid stemmen. Bijna iedereen van de Cullens is het ermee eens dat Bella een vampier wordt, maar Edward en Rosalie niet. Edward wil dat ze mens blijft evenals Rosalie, die nooit vampier had willen worden. Edward wil het niet omdat hij Bella's ziel niet wil afpakken.

## Titel
De titel verwijst naar de donkerste nachten van de maand, bij een nieuwe maan dus. Het verwijst ook naar Edward, die was een nieuwe maan in haar leven. Als hij weg is heeft Bella dus geen maan meer. Het boek Nieuwe Maan beschrijft verder de donkerste periode van Bella's leven.

## Kaft
Op de cover staat een rood met witte tulp, dit staat voor de onverbrekelijke band tussen Edward en Bella: als je Bella er vanaf haalt zal Edward sterven, en andersom.
Er valt een blaadje van de tulp af, dit staat voor Bella: Als Edward weg is, heeft ze het gevoel dat ze uit elkaar valt.

## Verfilming
Het boek New Moon is verfilmd door Summit Entertainment. Op 19 november 2009 was de wereldwijde première.
De rollen van Bella Swan, Edward Cullen en Jacob Black worden opnieuw vertolkt door Kristen Stewart, Robert Pattinson en Taylor Lautner.